# Bröllopsfesten (1989)
Bröllopsfesten (originaltitel: Bryllupsfesten) är en norsk komedifilm från 1989 skriven av Petter Vennerød, och regisserad av Vennerød och Svend Wam. Huvudskådespelarna är Knut Husebø och Eli Anne Linnestad. Affärsmannen Carl Otto "Totto" Holm (Husebø) är på kanten till att bli bankrutt och planerar därför ett rån på familjen Munch gravyrer.